# Józef Urban
Józef Urban (ur. 30 stycznia 1952 w Oleśnie Śląskim) – dr hab. nauk teologicznych, polski duchowny katolicki.

## Życiorys
Święcenia kapłańskie przyjął w 1975 roku. Habilitował się w 1999. Specjalizuje się w religiologii i misjologii. Jest kierownikiem Katedry Dialogu Międzyreligijnego w Instytucie Ekumenizmu i Badań nad Integracją Wydziału Teologicznego Uniwersytetu Opolskiego. Jest ponadto proboszczem parafii w Rogowie Opolskim.

## Publikacje
- Doświadczenie Boga u ludów Bantu (1984).
- Idźcie na cały świat...Kapłani diecezji opolskiej na kontynentach świata (razem ze Stanisławem Kleinem, 2001),
- Dialog międzyreligijny w posoborowych dokumentach Kościoła (2001), ISBN 83-86865-89-X,